# カーディフ・シティ・スタジアム
カーディフ・シティ・スタジアム（ウェールズ語: Stadiwm Dinas Caerdydd、 英語: Cardiff City stadium）は、ウェールズ、カーディフ、レックウィズにあるスタジアム。現在は、カーディフ・シティFC、そしてカーディフ・ブルーズのホームスタジアムとなっている。

## 概要
収容人数は26,828人。
2007年にカーディフ・アスレティックス・スタジアムを取り壊し、その上に新たに建設。
新スタジアムは、旧スタジアム(現在は解体され現存せず)と道を挟んで反対側に2009年オープンとなった。2012年6月30日、2014 UEFAスーパーカップがこのスタジアムで開催されることが決定された。

## 入場者数

### 平均入場者数
カーディフ・シティ・スタジアム
- 2012–2013: 22,998人 (チャンピオンシップ)
- 2011-2012: 22,100人 (チャンピオンシップ)
- 2010-2011: 23,193人 (チャンピオンシップ)
- 2009-2010: 20,717人 (チャンピオンシップ)

ニニアン・パーク（旧スタジアム）
- 2008-2009: 18,449人 (チャンピオンシップ)
- 2007-2008: 13,939人 (チャンピオンシップ)
- 2006-2007: 15,223人 (チャンピオンシップ)

### 最多入場者数
2013年4月13日 vsノッティンガム・フォレストFC 26,588人

## ギャラリー

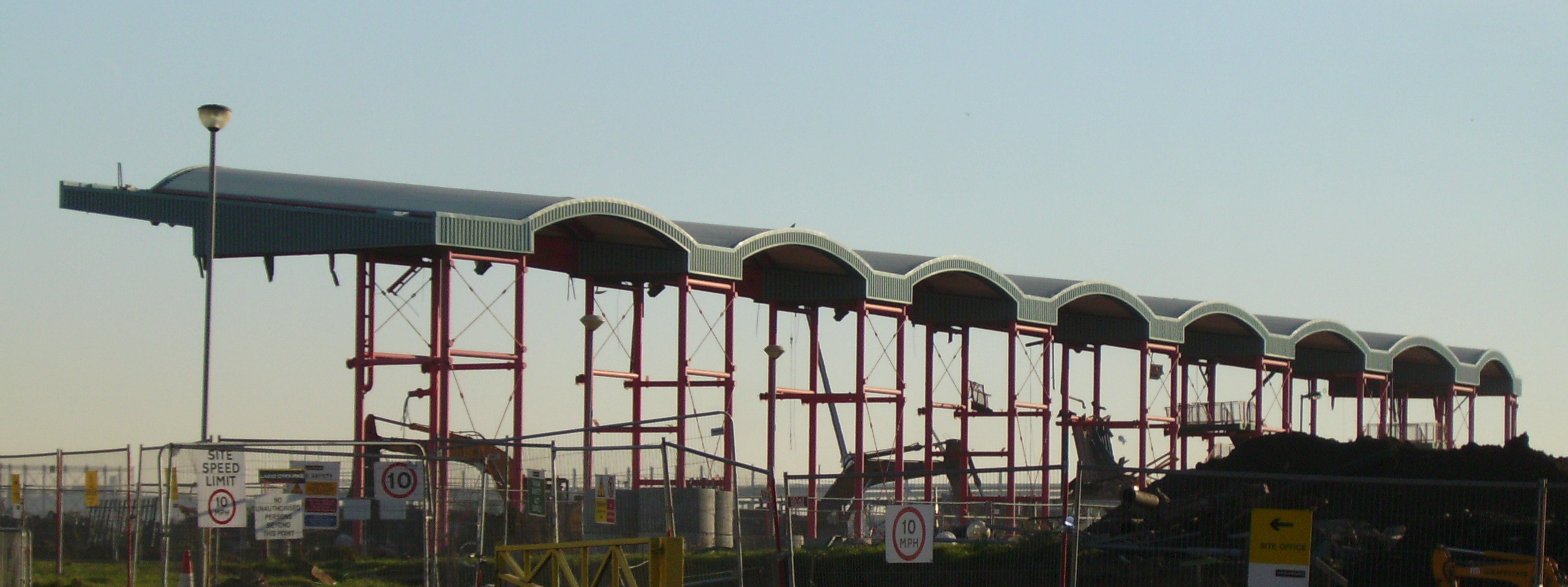
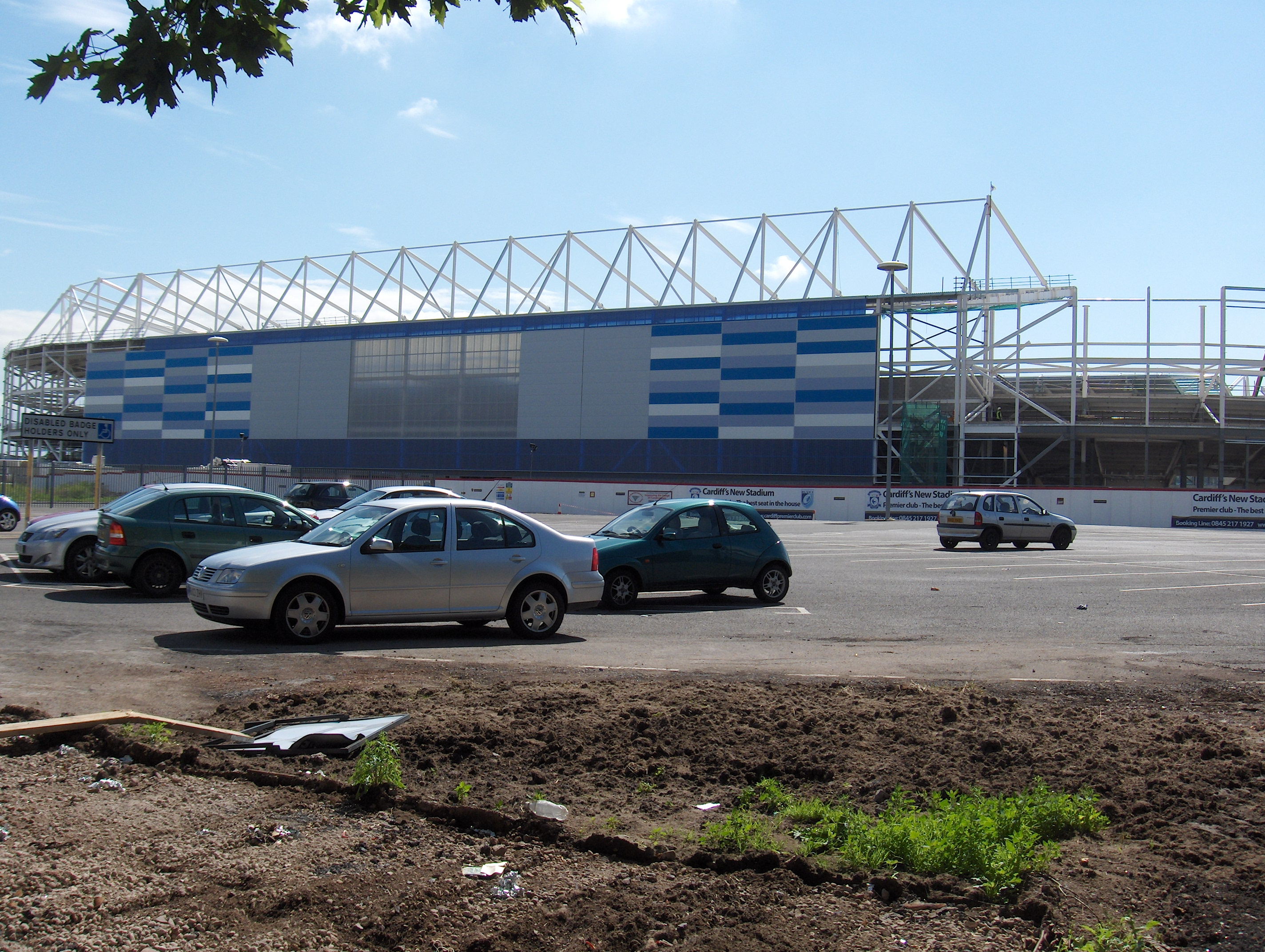
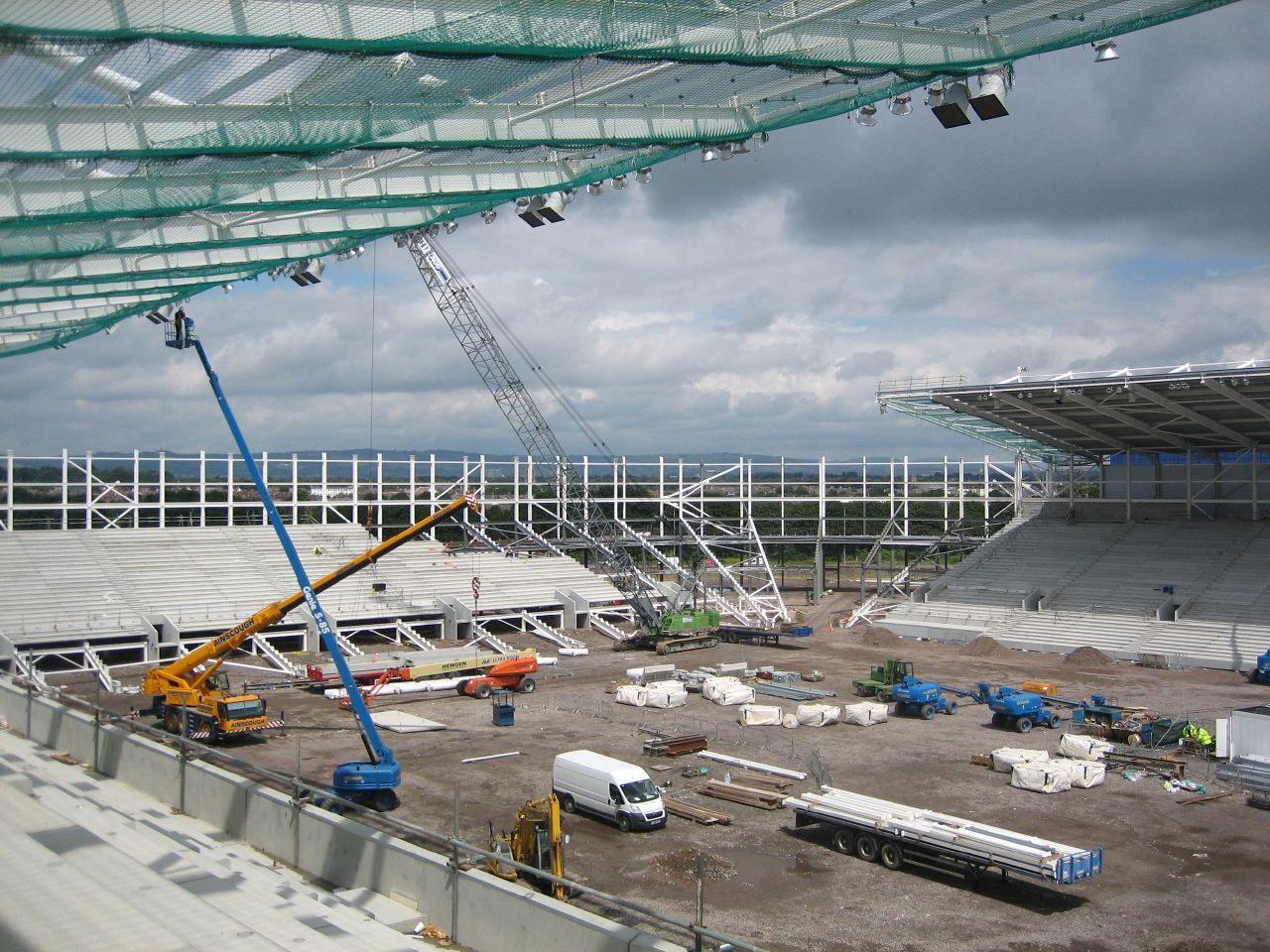
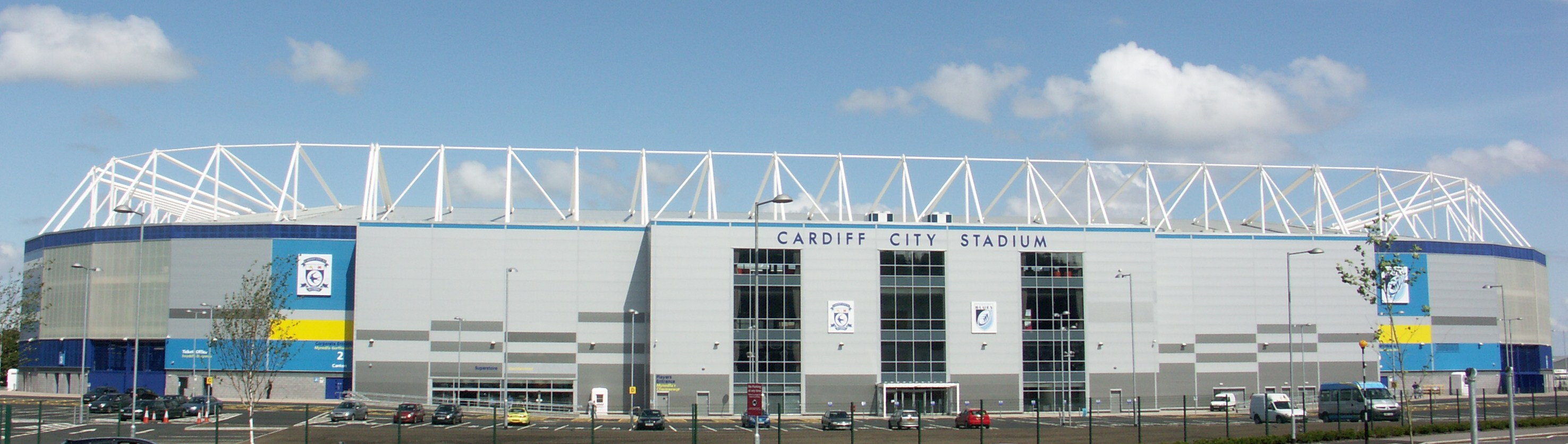
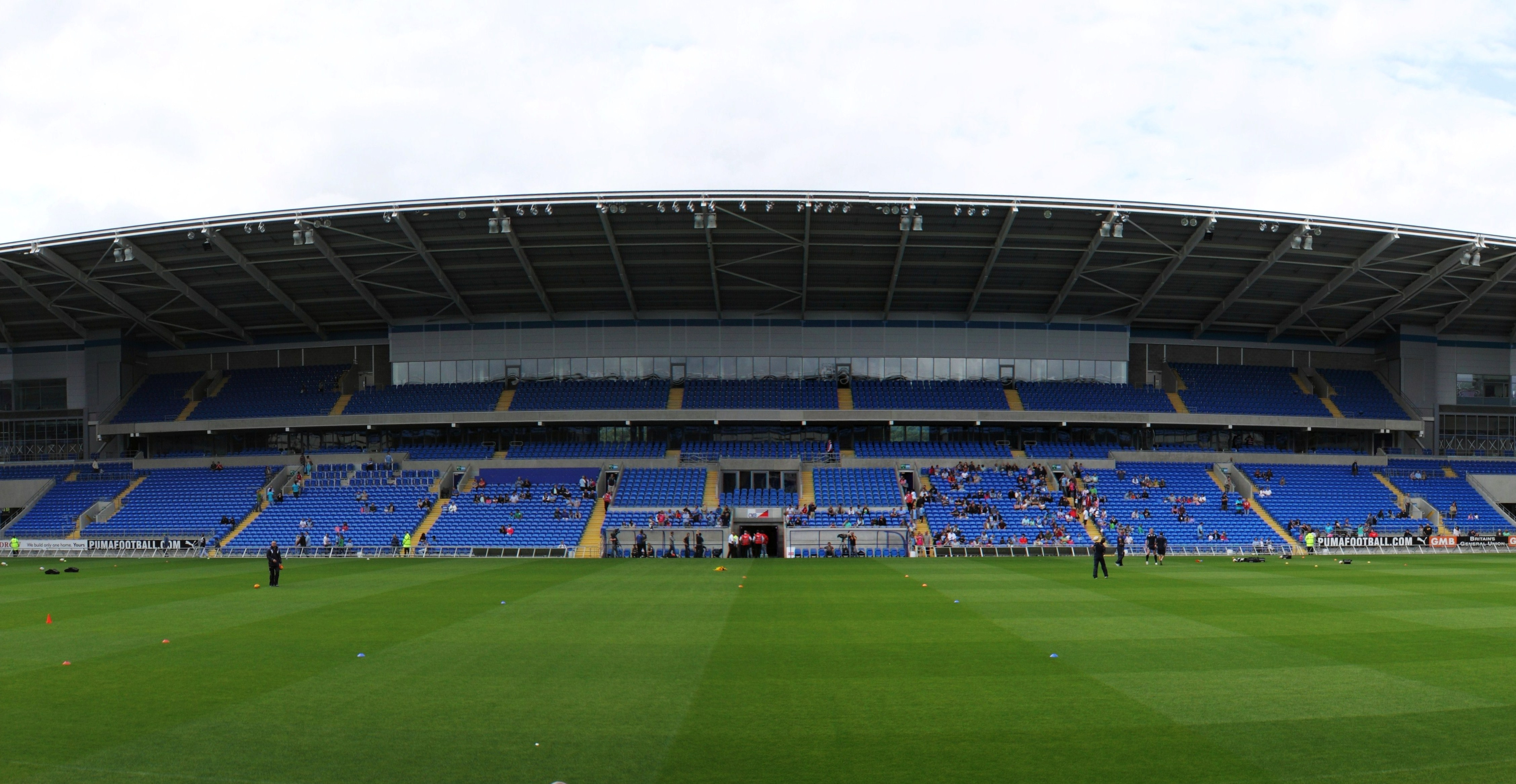
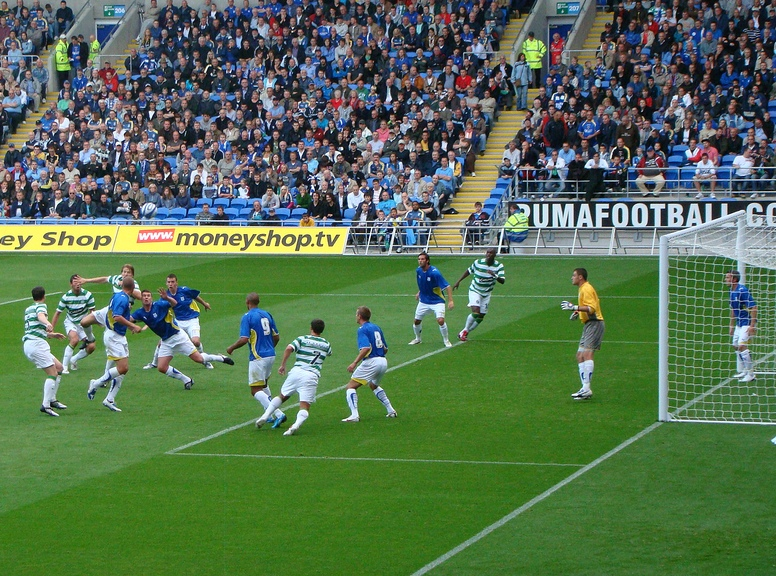
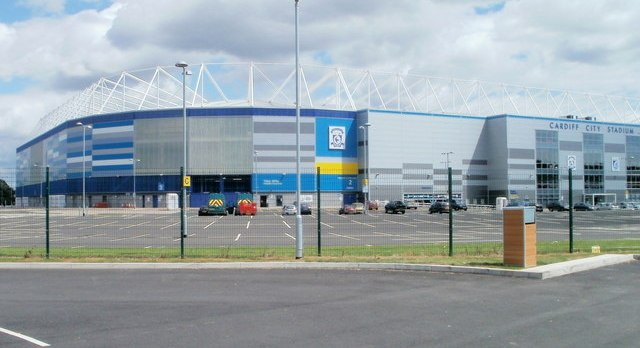
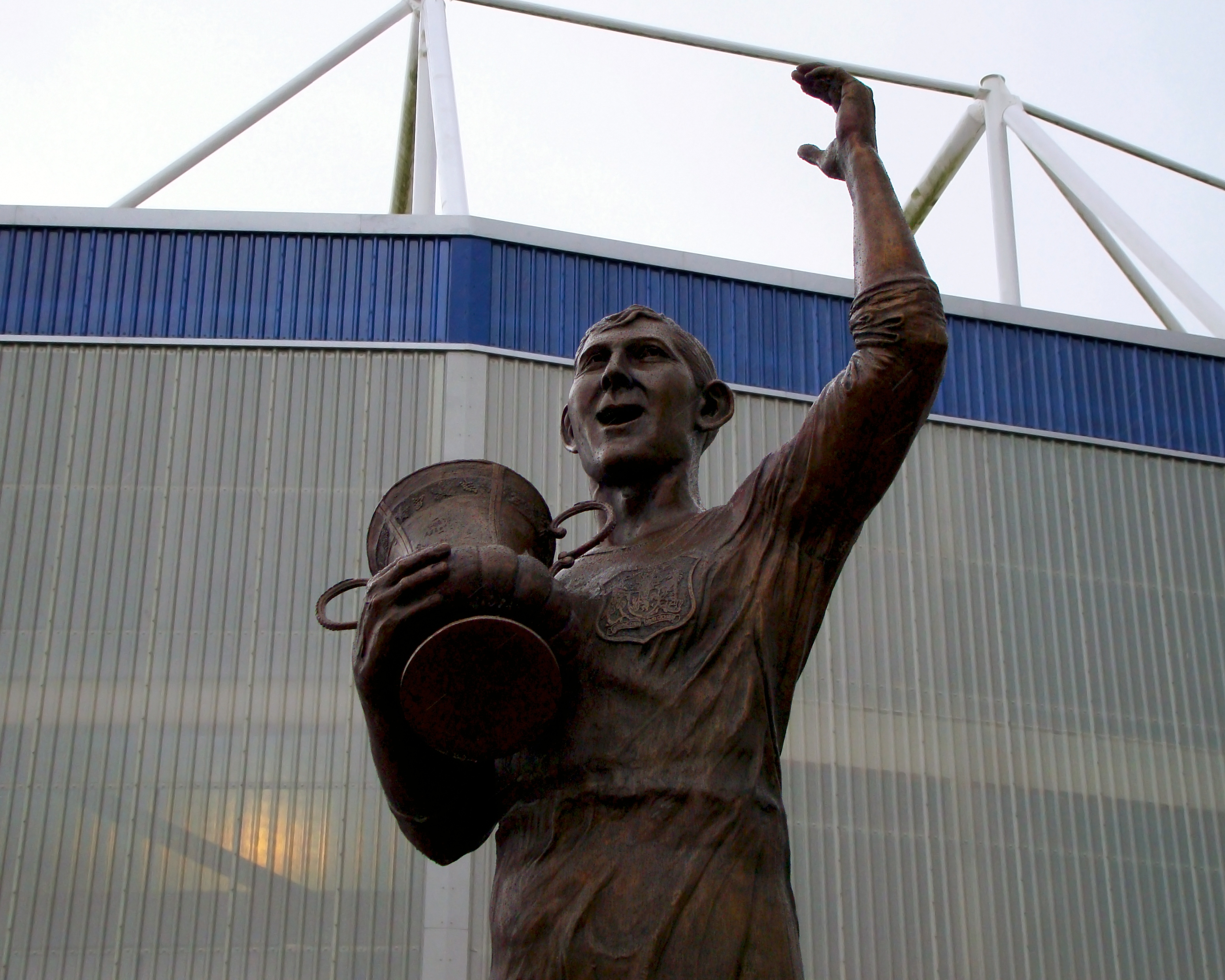